# Vindelälven
Vindelälven je řeka na severu Švédska (kraj Västerbotten). Je 450 km dlouhá. Povodí má rozlohu 13 000 km².

## Průběh toku
Pramení ve Skandinávském pohoří v nadmořské výšce 1100 m. Teče v úzké dolině a překonává mnoho vodopádů. Na svém toku protéká řadou jezer, z nichž největší je Storvindeln. Ústí zleva do Ume älv a je jejím hlavním přítokem.

## Vodní stav
Zdroj vody je sněhový a dešťový. Průměrný průtok vody činí přibližně 190 m³/s.

## Využití
Pod jezerem Storvindeln se využívá k plavení dřeva.